# Jesús Alemany
Jesús Alemany (Guanabacoa, Cuba) es un trompetista y director de orquesta cubano de jazz latino.
A los quince años de edad, Alemany comenzó a tocar en las comparsas de carnaval, en su ciudad natal. Después se incorporó al grupo "Sierra Maestra", con el que realizó giras por toda América del Sur, Europa y Japón. Sin embargo su principal proyección lo obtuvo con el grupo Cubanismo, cuyo álbum de debut, en 1996, logró situarse en el puesto 10º de las listas de Salsa y Tropical del Billboard 200.
En 1997, lanzaron Malembe; en 1998, Reencarnación; en 2000, Mardi Gras Mambo, obra que recogía la tradición de fusión en las músicas de La Habana y Nueva Orleans; finalmente, en 2001, se editó su último trabajo, Mucho Gusto.
Actualmente reside en Londres.